# Leslie Charleson
Leslie Charleson (Kansas, 22 de febrero de 1945-12 de enero de 2025) fue una actriz estadounidense, reconocida por interpretar el papel de Monica Quartermaine en la serie de televisión General Hospital.

## Carrera
Actuó en muchas series de 1970 a 1977, incluidas Emergency!, Ironside, Happy Days, Cannon, The Streets of San Francisco y The Rockford Files. Tuvo un papel secundario en la película de ciencia ficción The Day of the Dolphin (1973) y coprotagonizó junto con Shelley Winters el thriller para televisión Revenge (1971).
En 1977 regresó a la televisión diurna con el papel de Monica Quartermaine en la telenovela de ABC General Hospital. Fred Silverman, entonces presidente de ABC, le pidió que se uniera a la serie, que en ese momento estaba a punto de cancelarse. Charleson reemplazó a Patsy Rahn como Monica. Por su larga actuación en el programa fue nominada para un premio Daytime Emmy a la mejor actriz principal en una serie dramática en cuatro oportunidades.
Falleció el 12 de enero de 2025 a los 79 años tras sufrir varios quebrantos de salud en los últimos años.

## Filmografía

### Cine y televisión
| Año          | Título                          | Rol                     | Notas                                                   |
| ------------ | ------------------------------- | ----------------------- | ------------------------------------------------------- |
| 1965         | A Flame in the Wind             | Pam                     |                                                         |
| 1966         | As the World Turns              | Alice Whipple           |                                                         |
| 1967         | N.Y.P.D.                        | Ginger                  |                                                         |
| 1968         | A Lovely Way to Die             | Julie                   |                                                         |
| 1968         | The Wild Wild West              | Dooley Sloan            |                                                         |
| 1967–1970    | Love Is a Many Splendored Thing | Iris Donnelly Garrison  |                                                         |
| 1970         | Mannix                          | Marge Lavor             |                                                         |
| 1971         | Revenge                         | Nancy Grover            |                                                         |
| 1972         | Adam-12                         | Kathy Royal             |                                                         |
| 1972         | O'Hara, U.S. Treasury           | Helga Kuyper            |                                                         |
| 1972         | Marcus Welby, M.D.              | Lisa Kenny              |                                                         |
| 1972         | Search                          | Search                  |                                                         |
| 1972         | The Rookies                     | Anne Dawson             |                                                         |
| 1972         | Emergency!                      | Christy Todd            |                                                         |
| 1972         | Cannon                          | Katherine 'Kate' Machen |                                                         |
| 1972         | Medical Center                  | Patti                   |                                                         |
| 1973         | Ironside                        | Nicky Jameson           |                                                         |
| 1973         | The F.B.I.                      | Ginny Wyatt             |                                                         |
| 1973         | Marcus Welby, M.D.              | Alice Henley            |                                                         |
| 1973         | The Day of the Dolphin          | Maryanne                |                                                         |
| 1973         | Owen Marshall: Counselor at Law | Edie Nolan              |                                                         |
| 1974         | Another April                   | April Weston Moss       |                                                         |
| 1974         | Cannon                          | Joan Stevens            |                                                         |
| 1974         | The Streets of San Francisco    | Joanna Randolph Reed    |                                                         |
| 1975         | Kung Fu                         | Amy Starbuck            |                                                         |
| 1975         | Happy Days                      | Mrs. Dorothy Kimber     |                                                         |
| 1975         | Caribe                          | Claire Grune            |                                                         |
| 1975         | Guess Who's Coming to Dinner    | Joanna Prentiss         |                                                         |
| 1975         | Medical Story                   |                         |                                                         |
| 1975         | Cannon                          | Susan Baylor            |                                                         |
| 1975         | Barnaby Jones                   | Victoria Norris         |                                                         |
| 1976         | The Streets of San Francisco    | Donna Sinclair          |                                                         |
| 1976         | Most Wanted                     | Lee Herrick             |                                                         |
| 1976         | Bert D'Angelo/Superstar         |                         |                                                         |
| 1976         | Baa Baa Black Sheep             | Anne Schaeffer          |                                                         |
| 1977         | McMillan & Wife                 | Ginny Lindauer          |                                                         |
| 1977         | The Rockford Files              | Patsy Fossler           |                                                         |
| 1977         | Cheering Section                |                         |                                                         |
| 1977–present | General Hospital                | Monica Quartermaine     | Nominada a los premios Daytime Emmy en cuatro ocasiones |
| 1993         | Woman on the Ledge              | Rachel                  |                                                         |
| 1997         | Diagnosis: Murder               |                         |                                                         |
| 1997–2000    | Port Charles                    | Monica Quartermaine     |                                                         |
| 2001         | Dharma & Greg                   |                         |                                                         |
| 2004         | Friends                         |                         |                                                         |
| 2006         | The Return of the Muskrats      |                         |                                                         |
| 2008         | General Hospital: Night Shift   | Monica Quartermaine     |                                                         |